# Рандлмен (Північна Кароліна)
Рандлмен (англ. Randleman) — місто (англ. city) в США, в окрузі Рендолф штату Північна Кароліна. Населення — 4595 осіб (2020).

## Географія
Рандлмен розташований за координатами 35°48′57″ пн. ш. 79°48′28″ зх. д. / 35.81583° пн. ш. 79.80778° зх. д. (35.815923, -79.807656).  За даними Бюро перепису населення США в 2010 році місто мало площу 10,64 км², з яких 10,53 км² — суходіл та 0,11 км² — водойми.

## Демографія
Згідно з переписом 2010 року, у місті мешкало 4113 осіб у 1739 домогосподарствах у складі 1117 родин. Густота населення становила 387 осіб/км².  Було 1883 помешкання (177/км²).
Расовий склад населення:
| - 86,3 % — білих - 5,9 % — чорних або афроамериканців - 0,6 % — корінних американців - 0,4 % — азіатів - 4,8 % — осіб інших рас |

До двох чи більше рас належало 1,9 %. Частка іспаномовних становила 7,6 % від усіх жителів.
За віковим діапазоном населення розподілялося таким чином: 26,4 % — особи молодші 18 років, 61,4 % — особи у віці 18—64 років, 12,2 % — особи у віці 65 років та старші. Медіана віку мешканця становила 36,4 року. На 100 осіб жіночої статі у місті припадало 93,2 чоловіків;  на 100 жінок у віці від 18 років та старших — 88,7 чоловіків також старших 18 років.
Середній дохід на одне домашнє господарство  становив 43 411 долар США (медіана — 33 512), а середній дохід на одну сім'ю — 49 560 доларів (медіана — 37 262). Медіана доходів становила 38 399 доларів для чоловіків та 38 681 долар для жінок. За межею бідності перебувало 25,5 % осіб, у тому числі 47,1 % дітей у віці до 18 років та 4,1 % осіб у віці 65 років та старших.
Цивільне працевлаштоване населення становило 1522 особи. Основні галузі зайнятості: виробництво — 26,3 %, освіта, охорона здоров'я та соціальна допомога — 19,4 %, транспорт — 8,1 %, роздрібна торгівля — 8,0 %.